# Буревестниците
„Буревестниците“ (на английски: The Thunderbirds) е демонстрационната ескадрила на военновъздушните сили на САЩ (USAF). Разположена е във военновъздушната база Нелис, на 13 км североизточно от Лас Вегас, Невада.
Ескадрилата пътува из САЩ и по света, представяйки въздушно шоу с 1 или няколко самолета, обозначени със знаците на USAF. Името „буревестници“ е взето от митологията на няколко племена от коренното население на Северна Америка.
Служителите работят 2 години в ескадрилата, а военнослужещите – 3 до 4. Всяка година около половината състав се сменя с нови обучени пилоти, като така се осигурява постоянно разнообразие в опита. Ескадрилата има не повече от 88 въздушни демонстрации годишно и никога не е отменяла въздушно шоу поради технически неизправности.
Освен във въздушните демонстрации „Буревестниците“ участват и във военновъздушните сили на САЩ (USAF) и при необходимост могат бързо да бъдат интегрирани в оперативна бойна единица.  От 15 февруари 1974 г. Буревестниците са част от 57-о крило във военно-въдушната база в Нелис.

## История
Началото на „Буревестниците“ е поставено на 25 май 1953 г., предшествано от 6 месеца тренировки, а името, което първоначално получават, е 3600-тен въздушен демонстрационен екип. Разположени са във военновъздушната база Люк, западно от Финикс. Официално започват дейност под името Демонстрационна ескадрила на ВВС на САЩ на 13 февруари 1967 г.
Буревестниците са свързани и с „30-а бомбардировъчна ескадрила“, с която са обединени на 19 септември 1985 г. „30-а бомбардировъчна ескадрила“ първоначално се нарича „30-а въздушна ескадрила“, създадена на 13 юни 1917 г. за целите на Американския експедиционен корпус във Франция по време на Първата световна война. По-късно ескадрилата е преобразувана в „30-а бомбардировъчна ескадрила на 19-и бомбен отряд“ и участва в Тихоокеанския театър на военните действия по време на Втората световна война с летяща крепост „В-17“ и със суперкрепост „В-29“, както и в Корейската война с „В-29“. Тогава става част от стратегическото военно командване, оборудвана е с бомбардировачи „Стратоджет В47“ и „Стратокрепост В52“ преди разформироването им през 1963 г.

### 1950 г.
Буревестниците летят за първи път във военновъздушната база Люк в началото на юни 1953 г., а демонстрационните им полети започват също през 1953 г. – в дните на Шайен, Уайоминг. До август същата година екипът има вече 26 въздушни демонстрации. Първият ръководител на екипа е майор Ричард Катлидж (1953 – 1954), а първият самолет, използван от екипа, е F-84G Thunderjet. Понеже Thunderjet е изтребител за един пилот, използват също и двуместния T-33 Shooting Star, като второто място е за коментатори или ВИП гости. За тази цел „Буревестниците“ използват Т-33 през 50-те и 60-те години на ХХ век.
Следващата година „Буревестниците“ изнасят първата си международна демонстрация, обикаляйки Южна Америка и Централна Америка, като в демонстрациите им вече задължително има соло представяне.  През пролетта на 1955 г. при втория им командир (септември 1954 – февруари 1957), капитан Джаксъл М. Броутън, Катлидж лично избира Броутън за свой заместник, като той става единственият капитан, който едновременно командва и екипа.